# Коммерфорд, Тим
Тимоти Роберт Коммерфорд (Тим Коммерфорд, англ. Timothy Robert Commerford, родился 26 февраля 1968 года, Ирвайн, Калифорния, США), также известный как Timmy C, Y. tim K., Simmering T, Tim Bob и tim.com, — бас-гитарист и бэк-вокалист американской альтернатив-метал-группы Rage Against The Machine.
C 2000 по 2007 год играл в ныне несуществующей супергруппе Audioslave, в которую также входили остальные участники RATM (за исключением Зака де ла Роча), а вокалистом являлся покинувший на тот момент группу Soundgarden Крис Корнелл. В настоящее время выступает в составе другой супергруппы Prophets of Rage.

## Биография
Тим Коммерфорд родился 26 февраля 1968 года в городе Ирвайн (Калифорния) и был младшим из шести детей в семье. Его отец — аэрокосмический инженер, мать — учитель-математик. Он французского и ирландского происхождения. В пятом классе Коммерфорд встретил будущего участника группы Rage Against The Machine — Зака де ла Рочу. В то время его матери диагностировали рак, после чего его отец с ней развелся и вступил в новый брак. Коммерфорд остался жить с отцом. Тогда он начал играть на бас-гитаре. Его мать умерла от рака мозга в 1988 году.
Тим Коммердфорд женился в 2001 году на медработнице Элис Димес (англ. Aleece Dimas). У них двое сыновей — Ксавье и Квентин. Семья проживает в Малибу.
Коммердфорд — веган. Одним из его основных хобби помимо музыки является горный велосипед, которым он увлекается с 1993 года.
Кроме того он помимо довольно левых политических взглядов, является сторонником целого ряда конспирологических теорий. В частности отрицает высадку американцев на Луну и верит в существование тайного мирового правительства.
Осенью 2016 года вновь объединился с бывшими участниками Rage Against the Machine Томом Морелло, и Брэдом Уилком, а также с Чаком Ди из Public Enemy и B-Real из Cypress Hill, образовав супергруппу Prophets of Rage. Кроме того в 2015 году он основал панк-хардкор группу Wakrat, в которой играет на бас-гитаре и является вокалистом.

## Техника игры
Тим Коммерфорд играет на бас-гитаре исключительно пальцами (без использования медиатора). В песне Take The Power Back с первого альбома Rage Against The Machine он также применял технику «слэп и поп». На многих бас-гитарах музыканта установлен так называемый «thumb-rest», небольшая горизонтальная опора для большого пальца правой руки между звукоснимателей.

## Оборудование

### Бас гитары
Во время записи первого альбома Rage Against The Machine Тим использовал Music Man Stingray 4 с удаленным пикгардом, в дальнейшем перешёл на бас-гитары Fender Jazz Bass и на различные их конфигурации, такие как: Fender Jazz Bass Custom Shop Double Neck, а также Fender Jazz Bass с грифом от леворукого Fender Precision Bass.
В течение долгого периода также использовал бас-гитары бренда Lakland, преимущественно серии 44-60 Vintage J.

### Эффекты
Тим Коммерфорд использовал различные педали эффектов:
- Boss OC-3 (октавер)
- Boss DD-3 (дилэй)
- Apex Punch Factory Optical Compressor (компрессор)
- MXR Micro Amp (бустер)
- Custom A/B/C Box
- Dunlop JH Classic Fuzz (фузз)
- Custom «Fear This» Distortion (овердрайв)

### Усилители
- Furman M-8d Power Conditioner
- Ampeg SVT 2PRO (Чистый звук)
- Ampeg SVT 2PRO (Перегруженный)
- Ampeg SVT 2PRO (Перегруженный)

### Кабинеты
- Ampeg 8×10 Cab (Чистый звук)
- Ampeg 8×10 Cab (Перегруженный)
- Ampeg 8×10 Cab (Перегруженный)

## Дискография
Rage Against the Machine
- Rage Against the Machine (1992)
- Evil Empire (1996)
- Live & Rare (1998)
- The Battle of Los Angeles (1999)
- Renegades (2000)
- Live at the Grand Olympic Auditorium (2003)

Audioslave
- Audioslave (2002)
- Out of Exile (2005)
- Revelations (2006)

Wakrat
- Wakrat (2016)